# Ken Clark
Kenneth Donovan Clark (né à Neffs, Ohio (en) le 4 juin 1927 et mort à Rome le 1er juin 2009) est un acteur américain de Série B. Il est apparu dans des films aux États-Unis et en Italie, dont la trilogie Agent 077, South Pacific et des westerns spaghetti.

## Biographie
Kenneth Donovan Clark est né à Neffs, Ohio. Il s'est enrôlé dans la marine à l'âge de 17 ans et, après avoir été libéré, il a entrepris une carrière d'acteur, s'est tourné  vers le  mannequinat et a été ouvrier du bâtiment. Il a également travaillé comme mineur de charbon au milieu des années 1950 près de Cadiz Ohio.
Clark était à l'origine sous contrat avec la 20th Century Fox. Il a acquis une réputation d'acteur Bellâtre. Il est apparu dans des films de genre, de crime (La police était au rendez-vous), de western (La Dernière Caravane) et de guerre (Le Temps de la colère). Dans l'un de ses derniers rôles pour Fox, il est apparu dans le premier film d'Elvis Presley, Le Cavalier du crépuscule.
Le rôle le plus important de Clark dans le cinéma américain date de 1958, Stewpot dans South Pacific, une adaptation de la comédie musicale de Broadway. Sa voix a été doublée par Thurl Ravenscroft,.
Au cours de cette période, Clark fait des apparitions dans des émissions de télévision américaines, dont quatre apparitions dans Alfred Hitchcock Presents. En 1959, il réalise un pilote télévisé de détective privé pour une série policière inspirée de William Campbell Gault intitulée Brock Callahan, réalisé par Don Siegel et écrit par Stirling Silliphant. La même année, il fait une apparition dans un épisode de la série télévisée Western Colt.45. Au cours de cette période, Clark est tête d'affiche  dans Attack of the Giant Leeches (1959) considéré comme son « film le plus mémorable ».
Au cours des années 1960 et 1970, comme de nombreux autres acteurs américains, Clark s'est rendu en Italie en apparait dans plusieurs films péplum, des westerns spaghetti et des films Eurospy comme en 1965 avec le rôle de l'agent secret Dick Mallory dans la trilogie Agent 077 inspirée de James Bond,.
Clark était marié à Bette Blatt, qu'il a rencontrée quand ils étaient au lycée. Ils ont eu trois enfants et ont divorcé en 1980. Selon l'acteur Robert Woods, Clark est décédé d'une crise cardiaque à Rome, le 1er juin 2009.

## Filmographie partielle
Adapté de IMDb et TV Guide,.
- 1956 On the Threshold of Space (Sergeant Ike Forbes)
- 1956 Le Shérif (The Proud Ones) (Pike)
- 1956 La Dernière Caravane (The Last Wagon) (Sergent)
- 1956 Le Temps de la colère (Between Heaven and Hell) (Morgan)
- 1956 Le Cavalier du crépuscule (Love Me Tender) (Mr. Kelso)
- 1957 Jesse James, le brigand bien-aimé (The True Story of Jesse James)
- 1958 South Pacific (Stewpot)
- 1959 Attack of the Giant Leeches (Steve Benton)
- 1960 12 to the Moon (Captain John Anderson)
- 1961 Le Roi Manfredi (Il re Manfredi) de Piero Regnoli (Astolfo)
- 1963 Maciste contre les Mongols (Maciste contro i mongoli) (Sayan)
- 1963 Jacob et Esaü (Giacobbe ed Esaù) de Mario Landi
- 1964 None But the Lonely Spy (Robert Liston)
- 1964 Coplan, agent secret FX 18 (Coplan)
- 1964 Hercule l'invincible (Ercole l'invincibile) (Kabol)
- 1964 L'Enfer de Gengis Khan (Maciste nell'inferno di Gengis Khan) (Kubilai)
- 1964 Arizona Bill ou Il était une fois la mort (La strada per Fort Alamo) (Bud Massidy)
- 1965 Opération Lotus bleu (Agente 077 missione Bloody Mary) (Dick Malloy)
- 1965 Fureur sur le Bosphore (Agente 077 dall'oriente con furore) (Dick Malloy)
- 1966 Les Dollars du Nebraska  (Ringo del Nebraska) (Nebraska)
- 1966 Mission spéciale Lady Chaplin (Missione speciale Chaplin) (Dick Malloy)
- 1967 Coup de force à Berlin (Tiffany memorandum) (Dick Hallam)
- 1967 Les Chiens verts du désert (Attentato ai tre grandi)  (Fritz Schoeller)
- 1968 Trahison à Stockholm (Rapporto Fuller, base Stoccolma) (Dick Worth)
- 1969 Tarzana, sesso selvaggio (Glen Shipper)
- 1970 Un homme nommé Sledge (A Man Called Sledge ) (Floyd)
- 1981 Teste di quoio (Colonnello Stern)
- 1985 Soleil d'automne (Twice in a Lifetime) (Flower Man)
- 1989 Arena (en) de Peter Manoogian (Marcus Diablo)